# لودفيغ ميس فان دير روه
مس فان دي رو (بالألمانية: Ludwig Mies van der Rohe) (1886 ـ 1969م) اسمه الحقيقي ماريا لودفيغ ميشائيل ميس، من أشهر المعماريين الألمانيين، وواحد من أشهر معماريي القرن العشرين شهرة وتأثيرًا، اكتسب شهرته من التصميمات الجيدة منتظمة الأشكال للمباني التي شيدها من القرميد والصلب والزجاج، ويمكن إيجاز فلسفته المعمارية أحيانًا بعبارة “الأقل هو الأكثر”.
ولد ميس في أخْن في ألمانيا، وأقام أول مبنى ذي إطار من الفولاذ عام 1927م في معرض فيركبوند الذي أداره في شتوتغارت بألمانيا. وبعد عامين بنى مقصورته الألمانية الشهيرة في معرض دولي في برشلونة بأسبانيا، والتي اشتملت على جدران فاصلة من العقيق اليماني الأسود وسقف من الألواح المتأرجحة، وجدران من الحجر الجيري. كان المبنى يحيط بفضاء بشكل تجريدي من خلال عناصر الجدران غير المتناسقة، التي امتدت فيما وراء جسم المبنى.
في الثلاثينيات من القرن الماضي، كان ميس آخر مدير لمدرسة باوهاوس وهي مدرسة رائدة للفن الحديث والتصميم والهندسة المعمارية. بعد صعود النازية إلى السلطة ومعارضتها الشديدة للحداثة (مما أدى إلى إغلاق باوهاوس نفسها) هاجر ميس إلى الولايات المتحدة. قبل بمنصب رئيس كلية الهندسة المعمارية في ما يعرف اليوم معهد إلينوي للتقنية في شيكاغو.
في عام 1939م بدأ ميز في تخطيط حرم جديد لمعهد إلينوى، فترك الهياكل الصلبية المتناسقة للمباني مكشوفة، ومزج بينها وبين رُقع واسعة من الزجاج وأسطح من القرميد جيد الترتيب. انظر: العمارة. ويعد مبنى سيجرام في نيويورك الذي اشترك في تصميمه مع فيليب جونسون، واحدًا من أكثر المباني إثارة للإعجاب، ويظهرهذا المبنى حب ميز للمواد الرقيقة والأشكال المتسقة التي كان يؤمن بإمكان استخدامها في أي نوع من المباني.

## بداياته العملية
لودفيج ميس فان دي رو يعتبر واحدا من أهم رواد العمارة الحديثة إلى جانب لو كوربوزييه ووالتر غروبيوس. بعد الحرب العالمية الأولى تطلع ميس كمعاصريه من المعماريين لإنشاء طراز معماري جديد يعبر عن الفترة التي كان يعيش فيها ويكون تأثير الطراز كتأثير العمارة الكلاسيكية والقوطية في الفترات التي نشأت فيها. أهم ما يميز أعمال مس هو الوضوح الكامل والبساطة المتناهية عن طريق استخدام عناصر ومواد توصل فكرته هذه مباشرة كالحديد وألواح الزجاج وخلق مساحات رائعة داخل أبنيته تعبر عن الرقي والجمال. قام مس باستغلال الهيكل الحديدي المكشوف والزجاج لملء الفراغات بينه بشكل رأسي لتحديد الفراغ المعماري المطلوب وقام بتسمية أبنيته باسم عمارة «الجلد والعظم».
عمل في محل والده لنحت الأحجار وفي عدة منشآت تصميم محلية قبل أنتقاله لبرلين للعمل في مكتب مصمم الحيزات الداخلية برونو باول. بدأ بعد ذلك عمله المعماري في ستوديو بيتر بيرنس من عام 1908 حتى عام 1912 حيث تشبع بالنظريات التصميمة المعاصرة والثقافة الألمانية التقدمية. ظهرت موهبته سريعا وبدأ في أعماله الخاصة على الرغم من عدم دراسته بشكل أكاديمي في مدرسة للعمارة. في البداية عمل على تصميم منازل خاصة على الطراز التقليدي المحلي. أعجب بشكل خاص بالمعماري كارل فريدريك شينكل وتركيباته التكعيبية البسيطة التي عمل عليها في أوائل القرن التاسع عشر وتنبهه إلى علاقة الأشياء المصنوعة بواسطة الإنسان بالطبيعة وأيضا تكرار العناصر بشكل إيقاعي منتظم، بينما تجاهل مس الاتجاه الكلاسيكي الموشوش الذي كان ظاهرا في مطلع القرن.

## روابط خارجية
- لودفيغ ميس فان دير روه على موقع الموسوعة البريطانية (الإنجليزية)
- لودفيغ ميس فان دير روه على موقع مونزينجر (الألمانية)
- لودفيغ ميس فان دير روه على موقع إن إن دي بي (الإنجليزية)